# Rionos
Рио Окано (яп. 岡野 里音 Окано Рио, 5 марта 1991, Кобе), более известная под сценическим псевдонимом rionos — японская певица, автор песен и композитор. Её псевдоним происходит от прозвища «Рио но сукэ», данного ей подругой.

## Биография
Рио Окано родилась в музыкальной семье: мать — игрок на маримбе, отец — джазовый барабанщик. По мере взросления она обучалась игре на пианино и скрипке. В старшей школе Окано бросила планы стать классическим музыкантом и из-за своего физического состояния часто проводила время дома. Вдохновившись фильмами, аниме и музыкой из игр, она стала думать о карьере композитора, работающего из дома.
В 2009 году Окано заочно поступила в Осакский университет искусств. Её физическое состояние улучшилось, и осенью того же года она посещала школу компьютерной музыки Dee в Осаке. В 2011 году она ушла с третьего курса университета.
В школе Dee Окано получила некоторую известность благодаря своим песням, поэтому она отправила их в звукозаписывающие компании. Песни привлекли внимание Кэйтаро Камо, тогдашнего директора EMI Music Japan. Вскоре Окано в цифровом формате выпустила мини-альбом read me., а в 2013 году он был издан на компакт-диске.
Затем она писала песни для Юфу Тэрасимы, продюсером которого выступал Кэйтаро Камо. В 2016 году Дзюнносукэ Сато, продюсер из Lantis, послушал её песни для Тэрасимы и связался с ней. Окано предложила демозапись для заставки к аниме-сериалу Kujira no Kora wa Sajou ni Utau и в 2017 году выпустила первый сингл «Hashitairo», послуживший его финальной темой. Для аниме-фильма «Укрась прощальное утро цветами обещания», выпущенного в следующем году, она написала и исполнила завершающую композицию «Viator».

## Дискография

### Синглы
| Дата выхода     | Название                             | Высшая позиция в чарте Oricon |
| --------------- | ------------------------------------ | ----------------------------- |
| 25 октября 2017 | «Hashitairo» (ハシタイロ)            | 100                           |
| 21 ноября 2018  | «Hyakunen no Melammu» (百年のメラム) | 185                           |

### Мини-альбомы
- read me. (2013)

### Саундтреки
- Märchen Mädchen (2018)
- Kase-san and Morning Glories (2018)
- Fragtime (2019)